# Amazona de clatell groc
L'amazona de clatell groc (Amazona auropalliata) és una espècie d'ocell de la família dels psitàcids que habita boscos, sabanes i terres de conreu de Mèxic i Amèrica Central, des de l'est d'Oaxaca cap al sud fins al nord-oest de Costa Rica, nord i est d'Hondures i nord-est de Nicaragua.